# Pycnopogon melanostomus
Pycnopogon melanostomus là một loài ruồi trong họ Asilidae. Pycnopogon melanostomus được Loew miêu tả năm 1874. Loài này phân bố ở vùng Cổ Bắc giới.